# Màinilo
Màinilo (en rus: Майнило) és un poble (possiólok) de l'óblast de Leningrad, a Rússia, que el 2017 tenia 14 habitants, pertany al districte de Víborgski.